# Articulação carpometacarpal
As articulações carpometacarpais(CMC) são cinco articulações no punho que se articulam com a porção distal dos ossos carpais e basais de cinco ossos metacarpais.
A CMC do polegar ou primeira CMC, difere significantemente das outras quatro CMCs e foram descritas separadamente.

## Polegar

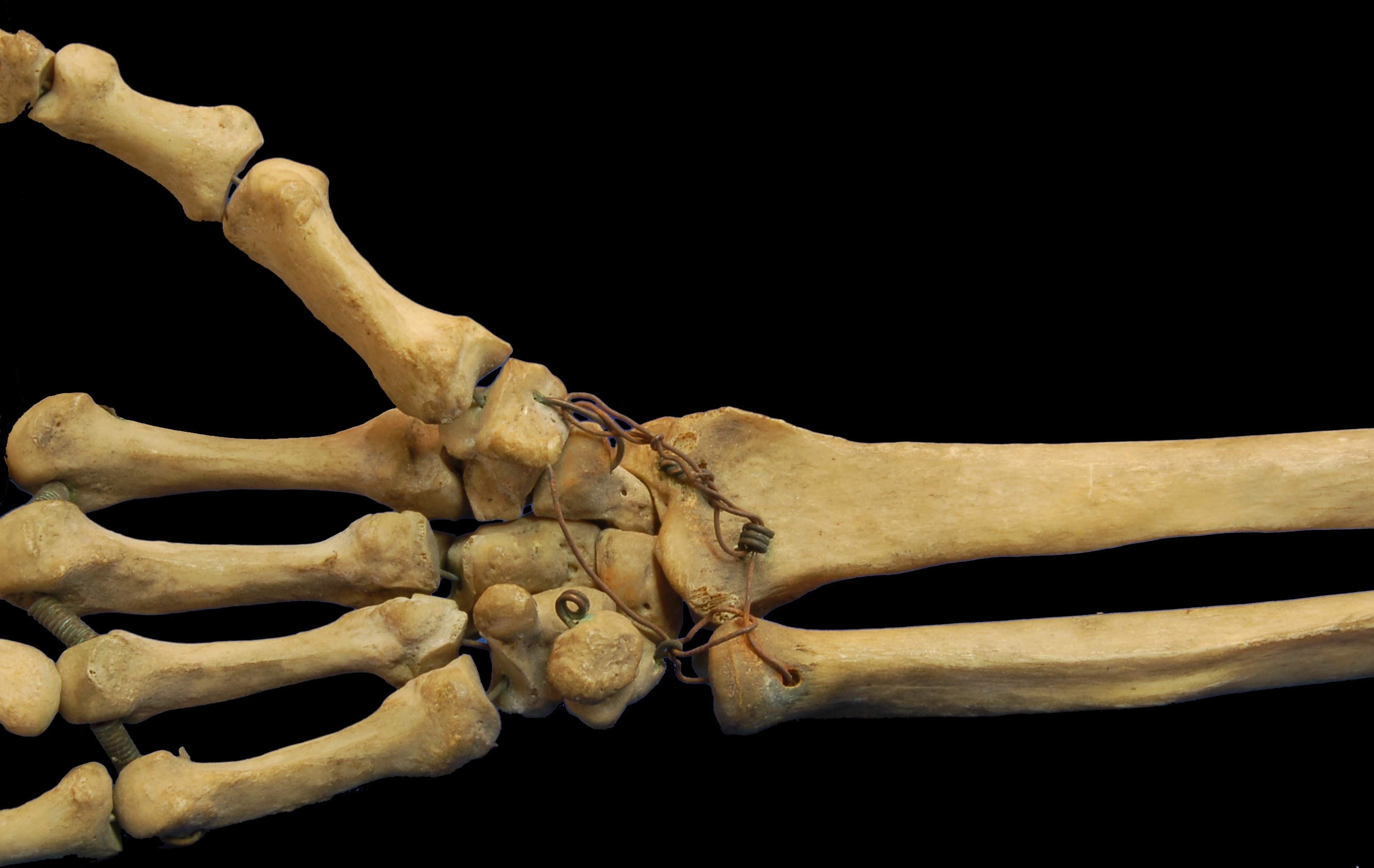
Osso do pulso humano. Nesta foto a posição livre e a forma de sela da primeira CMC e o arco palmar transversal são visíveis.

A articulação carpometacarpal do polegar, também conhecida como primeira articulação carpometacarpal, ou articulação trapeziometacarpal, porque se articula com o osso trapézio tem importante papel na função do polegar. Uma osteoartrite em tal articulação é severamente incapacitante, e vinte vezes mais comum em mulheres idosas.
A pronação e supinação do primeiro metacarpo é especialmente importante na ação de oposição. Os movimentos são limitados pela forma da articulação, por um complexo cápsulo-ligamentoso circundando a articulação e pelo balanço entre os músculos envolvidos. Se o primeiro metacarpo falha em se acomodar na "sela", por exemplo, por conta de uma hipoplasia, a primeira CMC tende a ser subluxada em direção ao rádio.
A cápsula é suficientemente negligente para permitir ampla variedade de movimentos, enquanto os ligamentos e tendões dão estabilidade à articulação.
Essa articulação frequentemente é acometida por osteoartrite em mulheres pós-menopausa.